# Anopheles noei
Anopheles noei är en tvåvingeart som beskrevs av Mann 1950. Anopheles noei ingår i släktet Anopheles och familjen stickmyggor. Inga underarter finns listade i Catalogue of Life.